# ジョーダニー・バルデスピン
- ジョルダニー・バルデスピン
- ホルダニー・バルデスピン

ジョーダニー・V・バルデスピン・グスマン（Jordany V. Valdespin Guzmán , 1987年12月23日 - ）は、 ドミニカ共和国・サンペドロ・デ・マコリス出身のプロ野球選手（外野手）。右投左打。

## 経歴

### メッツ時代
2007年にニューヨーク・メッツに入団。
2012年4月23日のサンフランシスコ・ジャイアンツ戦でメジャーデビューを果たした。マイナー時代は内野手（二塁手、遊撃手）だったが、昇格後は主に外野手として出場している。5月7日のフィラデルフィア・フィリーズ戦で、ジョナサン・パペルボンからメジャー初安打となる代打本塁打を放った。これにより、メジャー初安打をその時点で通算200セーブ以上の投手から記録した史上初の選手となった。7月24日にはシーズン5本目の代打本塁打を放ち、メッツの球団記録を更新した。
2013年は、バイオジェネシス・スキャンダルによって禁止薬物購入が発覚し、8月5日に50試合の出場停止処分を受けた。オフの12月2日にFAとなった。

### マーリンズ時代
2013年12月20日にマイアミ・マーリンズとマイナー契約を結んだ。
2014年7月19日にメジャー契約を結んだ。10月10日にAAA級ニューオーリンズ・ゼファーズに降格した。
2015年7月5日に再びメジャー契約を結び、25人ロースター入りした。7月11日にDFAとなり、13日にマイナー契約でAAA級ニューオーリンズに異動。8月5日に自由契約となる。

### マーリンズ退団後
2015年12月21日にデトロイト・タイガースとマイナー契約を結ぶ。オフはドミニカ共和国のウィンターリーグでプレー。2016年オフに自由契約となった。
2017年2月2日にメキシカンリーグのユカタン・ライオンズと契約。4月18日に解雇となり、21日にタバスコ・キャトルメンと契約するが、7月5日に解雇となる。
2018年3月15日にアトランティックリーグのロングアイランド・ダックスと契約した。この年は113試合に出場し、打率.338、12本塁打、55打点、30盗塁という好成績を挙げ、リーグMVPを受賞した。	
2019年2月4日にミネソタ・ツインズとマイナー契約を結んだ。8月9日に自由契約となった。	
2020年1月7日にメキシカンリーグのティフアナ・ブルズと契約したが、新型コロナウイルスの感染拡大によりリーグが開催中止となったため、公式戦に出場することなく退団した。
2021年はいずれの球団にも所属せず、オフはドミニカ共和国のウィンターリーグに参加。
2022年3月4日にアトランティックリーグのレキシントン・レジェンズと契約した。

## 詳細情報

### 年度別打撃成績
| 年 度    | 球 団    | 試 合 | 打 席 | 打 数 | 得 点 | 安 打 | 二 塁 打 | 三 塁 打 | 本 塁 打 | 塁 打 | 打 点 | 盗 塁 | 盗 塁 死 | 犠 打 | 犠 飛 | 四 球 | 敬 遠 | 死 球 | 三 振 | 併 殺 打 | 打 率 | 出 塁 率 | 長 打 率 | O P S |
| -------- | -------- | ----- | ----- | ----- | ----- | ----- | -------- | -------- | -------- | ----- | ----- | ----- | -------- | ----- | ----- | ----- | ----- | ----- | ----- | -------- | ----- | -------- | -------- | ----- |
| 2012     | NYM      | 94    | 206   | 191   | 28    | 46    | 9        | 1        | 8        | 81    | 26    | 10    | 3        | 3     | 0     | 10    | 0     | 2     | 44    | 2        | .241  | .281     | .424     | .710  |
| 2013     | NYM      | 66    | 144   | 133   | 16    | 25    | 3        | 1        | 4        | 42    | 16    | 4     | 3        | 0     | 0     | 8     | 0     | 3     | 28    | 1        | .188  | .250     | .316     | .566  |
| 2014     | MIA      | 52    | 113   | 98    | 8     | 21    | 2        | 1        | 3        | 34    | 20    | 1     | 0        | 6     | 0     | 6     | 0     | 0     | 16    | 1        | .214  | .280     | .347     | .627  |
| 2015     | MIA      | 2     | 4     | 4     | 0     | 0     | 0        | 0        | 0        | 0     | 0     | 0     | 0        | 0     | 0     | 0     | 0     | 0     | 1     | 0        | .000  | .000     | .000     | .000  |
| MLB：4年 | MLB：4年 | 214   | 467   | 426   | 52    | 21    | 14       | 3        | 15       | 157   | 52    | 15    | 6        | 9     | 0     | 27    | 0     | 5     | 89    | 4        | .216  | .271     | .369     | .639  |

- 2021年度シーズン終了時

### 背番号
- 1 (2012年 - 2015年)